# 椛島

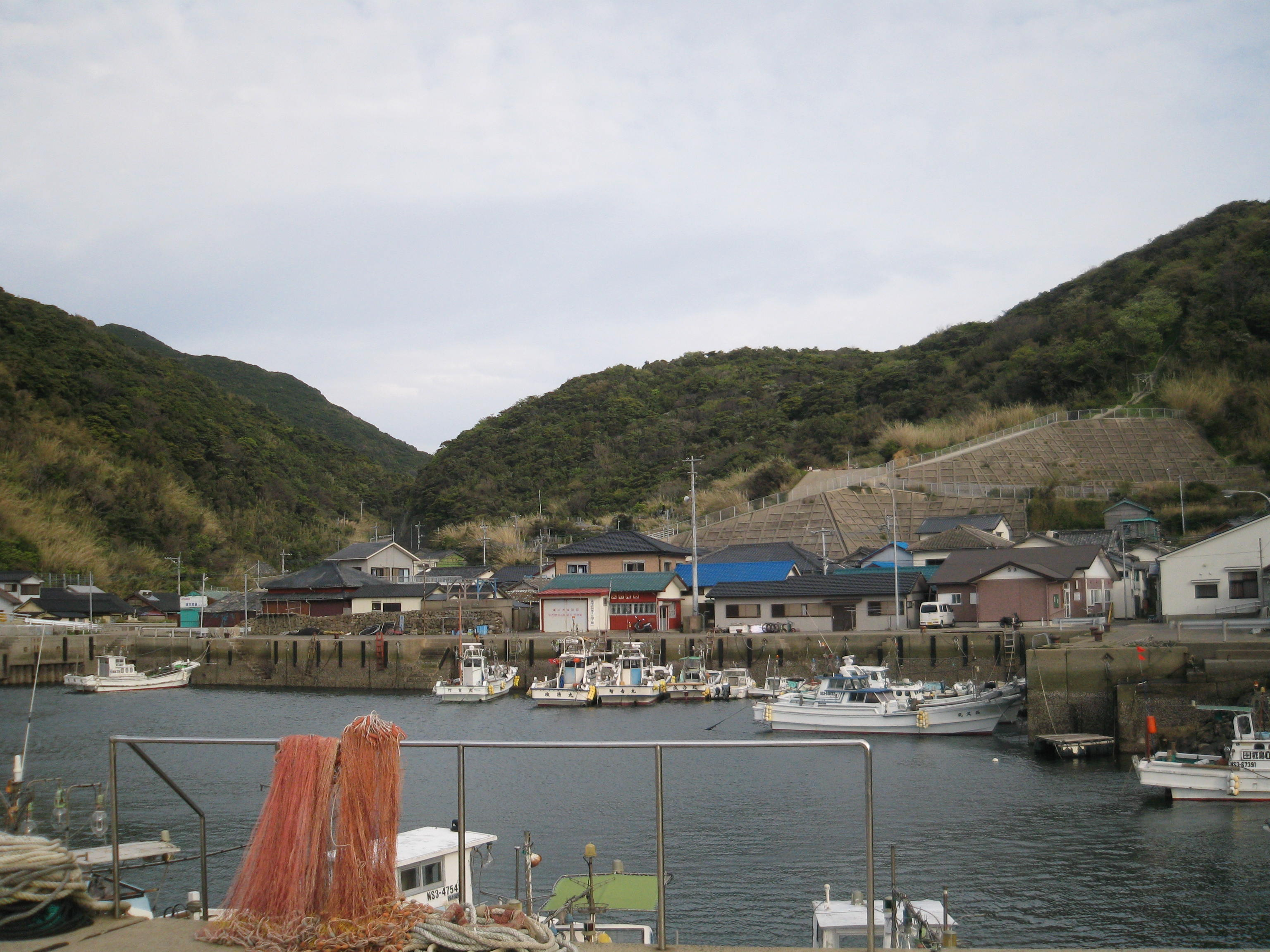
伊福貴港

椛島（かばしま、英語：Kabashima）は、五島列島を構成する島の一つである。行政区分は長崎県五島市に属する。長崎市の西方沖約80Kmに位置しており、五島列島では8番目に大きな島である。

## 概要
- 人口 - 125人（2019年6月末現在）
- 島の約85％が山で、わずかな平地に集落がある
- 島の西側が伊福貴町、北側が本窯町に大きくわかれる。伊福貴港、本窯港の周辺にそれぞれ大きな集落が形成されており、「伊福貴」「本窯」はそれぞれその集落を表すこともある。その他にもわずかな人が暮らす点在集落が芦ノ浦、首ノ浦、竹ノ浦などに残っている。
- 本窯町は椛島最高峰（326m）の到彦山、伊福貴町は番岳を有し、それぞれ三角点がある。

## 歴史
- 島内から縄文前期の石器が発見されており、数千年前に人が住んでいたとされる。
- 承元四年（1210年）平家の落人である伊王三郎が家臣27名を従え、芦ノ浦の東南高地に住み着いたのが起こりとされる。その後、韓国からの移民やキリシタンも来島し、かくれキリシタンの集落も多くあった。
- 伊能忠敬本隊による測量が1813年に行われている。
- 1889年4月に地方自治体としての南松浦郡樺島村が発足した。1948年には人口3,000人を越えていたが、漁の不振、高度経済成長により人口流出が進み、1957年3月末に当時の福江市に編入され自治体として消滅した。2015年現在では人口が150人まで減少している。
- 古くは｢樺島｣との表記であったが、昭和27年頃から長崎県内にある別の樺島[1]との混同を避けるため、役所の書類で「椛島」の表記になったとされる。

## 産業
漁業が主産業である。はえなわ（ナガノ）漁、刺し網（網立て）漁、一本釣り漁などが行われている。
以前は山間地にて農業（サツマイモ、水稲など）も行われていたが、現在は家庭菜園程度の畑が営まれているのみである。
本窯地区に採石場（真興産業　椛島工場）があり、護岸工事用の石などが採掘されている。また、マグロ養殖場（金子産業）がある。
伊福貴には水産加工場「地のもん工房　増栄丸」があり、水産加工物の販売も行っている。

## 生活
交通
- 福江島の福江港から木口汽船の船が就航している。

毎日3便の往復をしているソレイユは福江港から伊福貴（いふき）港、本窯（もとがま）港を片道約20～30分で結ぶ。福江～伊福貴は810円、福江～本窯は830円、伊福貴～本窯は240円。国境離島割引運賃は福江～伊福貴および福江～本窯間は380円、伊福貴～本窯は170円。大きな荷物、自転車やバイクなどは別料金。車は運搬不可。
車が乗せられるカーフェリーは毎月12日と17日、フェリーひさかが運航する。
木口汽船HP：http://www.kiguchi-kisen.jp/contents/timetable/#kabashima
（2019年現在）
- 海上タクシーは「増栄丸」など
- 島内の交通機関はない。
- 住民は島内を移動する場合は自家用車などでの移動がほとんどである。

買い物
- 島内には個人商店が1軒（伊福貴）、酒店が1軒（伊福貴）と自動販売機が2台（伊福貴、本窯に1台ずつ）ある。
- ガソリン・灯油、漁具などは漁協が取り扱っている。

医療機関
- 伊福貴診療所に医師が常駐している。本窯分院は週2回診察がある。
- 伊福貴診療所内に歯科が設けられ、長崎大学病院から派遣された歯科医による診察が週１回行われている。[2]

学校
- 椛島小中学校　2016年現在、全校児童生徒あわせて1人である。

　2017年4月から、児童生徒が0人になり、2019年現在休校している。なお、2018年4月から福江小学校椛島分校となっている。
公共機関
- 役所：五島市役所椛島出張所（本窯）、五島市役所椛島出張所伊福貴分室
- 郵便局：五島椛島簡易郵便局（本窯）、伊福貴簡易郵便局
- 介護施設：五島市社会福祉協議会 デイサービスセンターかばしま
- 保育施設等はない

警備安全
- 島内に交番はない。警察が相談会を開催していたが、現在はあまり開かれていない。
- 島内に消防署はない。消防団第9分団1部（本窯）、2部（伊福貴）にそれぞれ消防車等の設備を有している。

## 社・寺
- 椛島神社（本窯）

毎年10月第3土日に椛島神社例祭が行われる。
- 蛭子神社（伊福貴）

毎年10月第4日曜に二十日蛭子神社祭が行われる。
- 八坂神社（伊福貴）

祇園祭が毎年旧暦6月14日に行われる。以前は演芸などの催しでにぎわったが、現在（2015年）では神事のみ行われている。
- 西蓮寺（伊福貴）
- 鷹ノ巣神社（鍛冶簗）※個人宅
- 高松権現（芦ノ浦）
- その他、芦ノ浦のイボ地蔵、竹ノ浦の山の神などが祀られている。

## 名所・景勝地
- 長刀岩（長刀神社）
- ツブラ島（現在は無人島）
- 鷹ノ巣がんぎ（弘法大師が歩いたとされる。海上から望めるが陸上からは道がない）
- 為石わんど
- 天見ヶ浦
- 芦ノ浦の眺望
- 大小瀬からの眺望